# Tomáš Trnka
Tomáš Trnka (* 6. prosince 1888 v Dunovicích – 24. dubna 1961 v Praze) byl český filozof, představitel intuitivismu a personalismu, pracovník a později ředitel Masarykova lidovýchovného ústavu Svazu osvětového v Praze, po II. světové válce se habilitoval a byl v roce 1947 jmenován profesorem pro obor lidovýchovné nauky na vzniknuvší Pedagogické fakultě Univerzity Karlovy, kde se stal zakladatelem Katedry lidovýchovy (1947–1949). V březnu 1949 byl však z univerzity sesazen komunistickým režimem z ideových důvodů a bylo mu znemožněno publikovat.   

## Život
Tomáš Trnka se narodil v roce 1888 v jihočeské vesnici Dunovice. Po absolvování základní školní docházky v Cehnicích a absolvování gymnázia v Písku (maturita v roce 1909) vystudoval filozofii a moderní filolofii na Filozofické fakultě Univerzity Karlovy. Během studií byl ovlivněn přednáškami např. zakladatele moderní české psychologie Františkem Krejčím, literárním historikem Jaroslavem Vlčkem, nebo filozofem a pedagogem Františkem Drtinou. Za studií se setkal také s pozdějším prezidentem republiky Tomášem G. Masarykem, který jej vyzval k vypracování srovnávací studie o francouzském filozofovi Henri Gersonovi a o německém filozofovi Hansi Vaihingerovi. Tato Trnkova práce však byla zdržena I. světovou válkou a vyšla až v roce 1924 (Moderní filozofie ve slepé uličce). Na základně dizertace o Bergsonových názorech získal v roce 1914 na FF UK doktorát z filozofie. 

## Veřejné působení
Tomáš Trnka po studiích pracoval jako tajemník Svazu osvětového v Praze, který byl v roce 1925 přetvořen na Masarykův lidovýchovný ústav. T. Trnka se stal později za svého působení jeho ředitelem. V rámci práce zde se zabýval také činností ohledně české kinematografie a jejího potenciálu pro šíření osvěty. Po II. světové válce byl ministrem školství vyzván, aby se habilitoval a založil na v roce 1946 vzniknuvší Pedagogické fakultě Univerzity Karlovy odborné studium pro osvětové pracovníky. Tomáš Trnka se tohoto úkolu chopil, v roce se 1946 stal docentem a v roce 1947 řádným profesorem PedF UK, kde ve stejném roce založil Katedru lidovýchovy, a přednášel předměty Theorie lidové výchovy, Úvod do lidové výchovy a Směry a složky v lidové výchově. V březnu 1949 byl však z ideologických důvodů odvolán opatřením akčního výboru, na popud již komunistického ministra školství Zdeňka Nejedlého. V závěru života prof. Trnka trpěl vážnou oční chorobou. Zemřel 24. dubna 1961 v Praze, v krčské nemocnici.
Na profesorem Trnkou založenou Katedru lidovýchovy na Pedagogické fakultě UK dnes, vzhledem ke komplikovanému politickému prostředí a organizačním změnám v rámci Univerzity Karlovy především za komunistického režimu, kdy byla rušena, přesouvána na jiné fakulty, přejmenovávána, reorganizována apod., navazují v polistopadové éře České republiky hned dvě katedry. Starší, Katedra andragogiky a personálního řízení na Filozofické fakultě Univerzity Karlovy, a mladší, Katedra andragogiky a managementu vzdělávání, opět na Pedagogické fakultě Univerzity Karlovy. 

## Dílo
Knihy:
- Filosofický problém války (1917)
- Cesty filosofie a vědy (1919)
- Proudy v současné filosofii (1920;1924)
- Záhada vědomí a poznání (1920;1946)
- Hledám tajemství života I. : Příroda a její dílo (1923;1940)
- Moderní filosofie ve slepé uličce (1924)
- Proudy v současné filosofii (1925)
- Hledám tajemství života II. : Člověk a jeho dílo (Filosofie kultury) (1926;1941)
- Masarykův lidovýchovný ústav [Svaz osvětový] : jeho vznik a vývoj [1906-1926] (1926)
- Filosofické základy lidové výchovy (1928)
- Člověk a svět (1929)
- Základy lidovýchovy (1934)
- Kulturní a školní kinematografie v cizině a u nás (1935)
- Vývoj naší lidové výchovy (1936)
- Člověk a věčnost : Typologie a charakterologie (1946)
- Záhada poznání (1946)
- Lidová výchova, její theorie, složky, methody a organisace (1946;1970)
- Hledám tajemství života III. : Mezi nebem a zemí (Cesta za smyslem života) 1948

Malometrážní filmy (podíl na tvorbě):
- Bouře nad Tatrami (1932)
- Květy na Tatrách (1932)

Časopisecké příspěvky:
- Problém tragiky Ibsenova „Stavitele Solnesa“, Pokroková revue 1912
- Tragika radosti života, Lumír 1912
- Bergsonova filosofie umění, Časopis Musea království českého 1914
- Tragika našeho literárního vývoje, Lumír 1919
- Diferenciální psychologie, Tajemství lidských citů, RF 1924
- Úvodní slovo (s J. Bartošem, K. Vorovkou), Slepá ulička v teorii poznání (s V. Hoppem), Individuální psychologie a filosofie, Ježíš z hlediska filosoficko-kulturního, Kant a filosofie „Jako-by“, Na horách cítíš dech věčnosti, Typy vrahů, Umělecké nadání a zločinnost, Vizionářští umělci, Filosof Ladislav Klíma, Záhada nesmrtelnosti, Filosofie (F) 1927–29
- Henri Bergson, nositel Nobelovy ceny, Otokar Březina jako filosof, Rozpravy Aventina (RA) 1928–29
- Dnešní náboženská a kulturní krize, RA 1930
- Psychologie ženy, Člověk a svět, F 1929–30